# Eschweilera coriacea
Eschweilera coriacea är en tvåhjärtbladig växtart som beskrevs av Scott A. Mori. Eschweilera coriacea ingår i släktet Eschweilera och familjen Lecythidaceae. Inga underarter finns listade i Catalogue of Life.